# ロベルト・ポリカーノ
ロベルト・ポリカーノ（Roberto Policano, 1964年2月19日 - ）イタリア・ローマ出身の元サッカー選手。DFからMFまで左サイドを主戦場に活躍、セリエAでの通算成績は201試合28ゴール。トリノFCでの1991-92シーズンにUEFAカップ準優勝も果たした。

## タイトル
トリノ
- セリエB : 1989-90
- ミトローパ・カップ : 1991

個人
- トリノFC殿堂[2]